# 칼리시

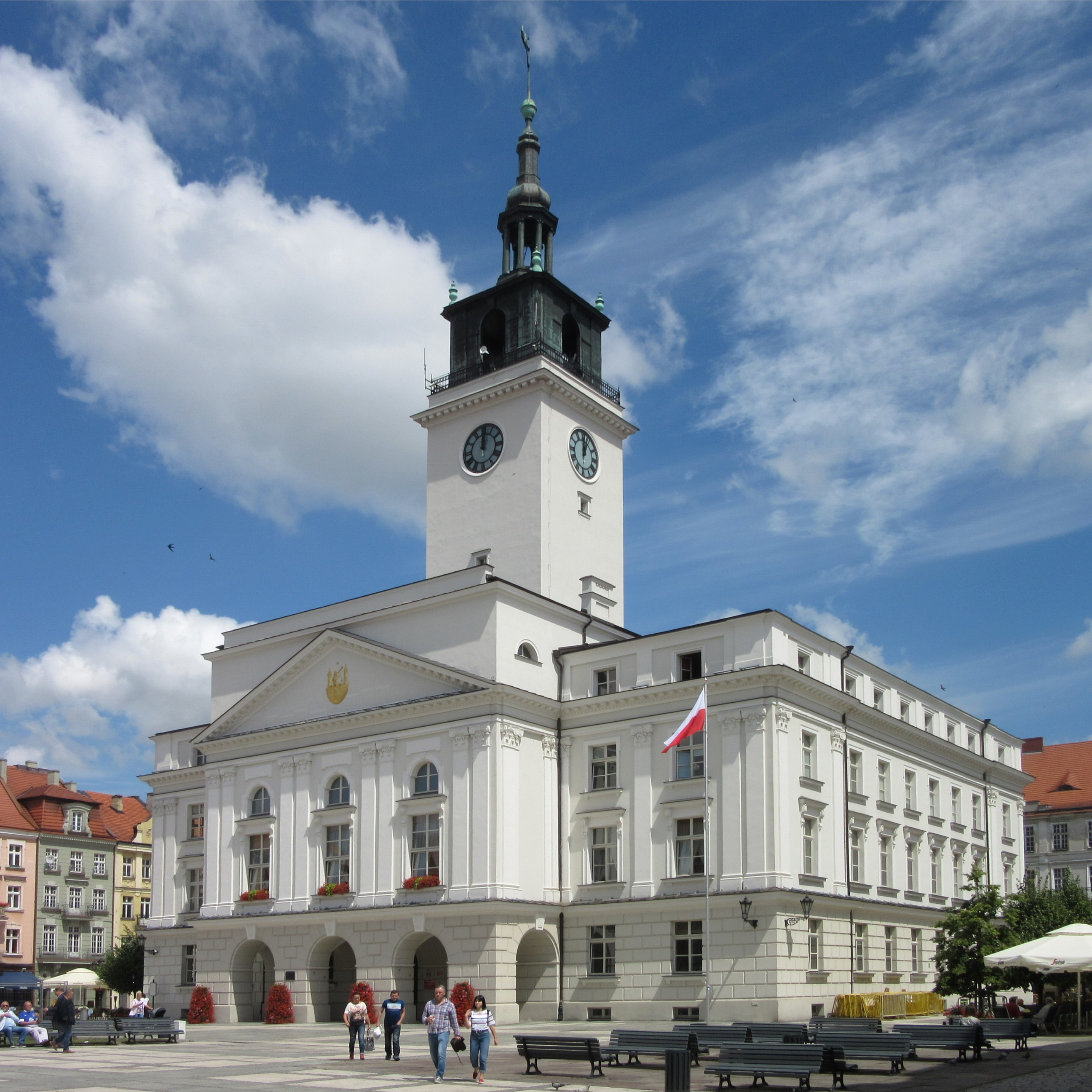
칼리시 시청

칼리시(폴란드어: Kalisz)는 폴란드 중부 비엘코폴스카주에 위치한 도시로, 면적은 69.42km2, 인구는 106,857명(2010년 기준), 인구 밀도는 1,500명/km2이다.
공업과 상업의 중심지이며 칼리시아(Calisia) 피아노 등 유명 브랜드 공장이 들어서 있다. 전통 민속 예술의 중심지이기도 하다.

시기
시 문장